# ГЭС Фройденау
Гидроэлектростанция Фройденау (нем. Kraftwerk Freudenau) — русловая ГЭС на Дунае в пределах столицы Австрии Вены. Десятая и самая нижняя по течению Дуная гидроэлектростанция в стране.

## История
Решение о строительстве было принято на городском референдуме 14—16 мая 1991 года с большим перевесом в голосах. Строительство началось в следующем году и было закончено в 1998. Хотя собственником ГЭС является компания Verbund AG, 12,5 % вырабатываемой электроэнергии принадлежит городской Wien Energie.
Еще во время строительства, 22 октября 1996 года словацкий буксир-толкач «Ďumbier» из-за сильного течения (в Дунае в то время был повышенный уровень воды) не попал в створ шлюза и оказался под мощным потоком одного из водосливов. Восемь матросов погибли, только одного удалось спасти. В память об этой трагедии на пешеходном мосте гидроэлектростанции размещена мемориальная табличка на немецком и словацком языках.

## Конструкция станции
Плотина ГЭС осуществляет подпор на высоту 8,6 м, распространяющийся примерно на 28 км вверх по течению. Общий объем образованного водохранилища составляет примерно 55 млн м³, проектная высота водяного зеркала — 161,35 м над уровнем моря. У правого, западного берега находятся два шлюза размером примерно 275×24 м каждый. Плотина имеет четыре 24-метровых водослива.
Шесть гидроагрегатов электростанции состоят из поворотно-лопастных турбин и напрямую подключенных генераторов. Турбины имеют горизонтальный вал, диаметр 7,5 м и находятся на высоте 142 м над уровнем моря. Номинальная мощность каждой турбины составляет 30,3 МВт, частота вращения — 65,2 об/мин, номинальный расход воды — 500 м³/с. Генераторы имеют номинальное напряжение 10,5 кВ, максимальная мощность составляет 32 млн В·А. Полная мощность ГЭС равна 172 мВт. Она подключена через три 110-киловольтных кабеля к электросети близлежащего Кайзерэберсдорфа, являющегося частью Вены.
При расходе воды в 3000 м³/с станция производит 1052 млн кВт·ч энергии в год. На 2006 год это составляло примерно 1,85 % общей выработки электроэнергии в Австрии.
Помимо основного предназначения, сооружение также используется как пешеходно-велосипедный мост через основное русло Дуная, между западным берегом и Донауинзелем. В нескольких сотнях метров ниже по течению мост Валулисо позволяет пересечь и Новый Дунай.

## Экология
При регулировании Дуная в Вене в конце XIX века, русло реки становилось все глубже. Строительство плотины позволило, наконец, остановить этот процесс. Благодаря этому, Старый Дунай и пойменные водоемы Лобау снова получают достаточно воды. Это привело к восстановлению уровня грунтовых вод и спаданию связанных с ним экологических проблем.
Для пропуска рыбы на нерест вверх по Дунаю, на Донауинзеле был создан ручей, обходящий плотину.